# Angiopteris elliptica
Angiopteris elliptica är en kärlväxtart som beskrevs av Cornelis Rugier Willem Karel van Alderwerelt van Rosenburgh. Angiopteris elliptica ingår i släktet Angiopteris och familjen Marattiaceae. Inga underarter finns listade i Catalogue of Life.